# فریر (تگزاس)
فریر، تگزاس(به انگلیسی: Freer, Texas) شهری در ایالت تگزاس از ایالات جنوبی ایالات متحده آمریکا است. در سرشماری سال ۲۰۰۰، جمعیت این شهر ۳۲۴۱ نفر اعلام شد.